# Carlos Pedro
Carlos Pedro, właśc. Carlos Pedro Pires de Melo (ur. 6 kwietnia 1969 w Luandzie) – angolski piłkarz grający na pozycji pomocnika.

## Kariera klubowa
Swoją karierę piłkarską Carlos Pedro rozpoczął w klubie Petro Atlético z Luandy. W 1990 roku zadebiutował w nim w pierwszej lidze angolskiej. W debiutanckim sezonie wywalczył mistrzostwo Angoli. Z kolei w 1992 roku zdobył Puchar Angoli.
W 1992 roku Carlos Pedro wyjechał do Portugalii, a jego pierwszym klubem w tym kraju była Académica Coimbra. Grał w niej w drugiej lidze portugalskiej do 1995 roku. W 1995 roku przeszedł do Sportingu Espinho. Występował w nim przez pięć sezonów. W 2000 roku został zawodnikiem União Madeira. Z kolei w sezonie 2001/2002 grał w Lusitânia FC, a następnie w SC Olhanense. W 2003 roku wrócił do ojczyzny i występował w Petro Atlético Huambo, w którym zakończył karierę.

## Kariera reprezentacyjna
W reprezentacji Angoli Carlos Pedro zadebiutował w 1989roku. W 1996 roku rozegrał dwa mecze w Pucharze Narodów Afryki 1996: z Egiptem (1:2) i z Republiką Południowej Afryki (0:1).
W 1998 roku Carlos Pedro został powołany do kadry Angoli na Puchar Narodów Afryki 1998. Na nim był rezerwowym i nie rozegrał żadnego spotkania. W kadrze narodowej grał do 2000 roku.